# Forrest DeBernardi
Forrest DeBernardi (* 3. Februar 1899 in Nevada, Missouri; † 29. April 1970 in Dallas, Texas) war ein US-amerikanischer Basketballspieler, der zu den besten Spielern der 1920er Jahre auf der Position des Center gilt. In Anerkennung seiner sportlichen Leistungen wurde DeBernardi 1961 in die Naismith Memorial Basketball Hall of Fame aufgenommen.

## Karriere
DeBernardi spielte formal auf der Position des Centers, erfüllte auf dem Spielfeld aber auch Aufgaben auf anderen Positionen. Er begann seine Collegekarriere 1920 am Westminster College, wo er neben Basketball auch Tennis, Leichtathletik und Baseball als Kurse belegte. Am erfolgreichsten wurde DeBernardi jedoch im Basketball. Er erhielt von der Hochschulleitung die Erlaubnis, für den Kansas City Athletic Club als Spieler anzutreten, dessen Amateurteam an der Meisterschaftsrunde der Amateur Athletic Union (AAU) teilnahm. In DeBernardis erstem Jahr als Spieler des Clubs wurde der dritte Platz der nationalen Meisterschaften erreicht, wobei DeBernardi als persönliche Ehrung zum All-American auf der Center-Position berufen wurde. Im Folgejahr, 1921, konnte er mit dem Kansas City Athletic Club die AAU-Meisterschaft gewinnen.
DeBernardi spielte auch die letzten Collegejahre weiter für den Kansas City Athletic Club, wechselte jedoch von Westminster zur University of Kansas. Nach seinem Abschluss wurde er von einem Unternehmen für Reinigungsmittel angestellt und beauftragt, eine Firmenmannschaft für den Spielbetrieb in der AAU zu bilden. Von 1923 bis 1927 führte DeBernardi das Team und gewann 1926 und 1927 die Meisterschaft. Im Anschluss wechselte er den Arbeitgeber. Für ein Firnis- und Anstrichmittelunternehmen stellte DeBernardi ein weiteres Mal ein Firmenteam auf. Mit der neuen Mannschaft gewann er 1928 und 1929 weitere Meistertitel. Die Leistung von vier Titeln hintereinander, dabei mit unterschiedlichen Mannschaften, brachte DeBernardi weitreichende Anerkennung.
Insgesamt nahm DeBernardi zehn Mal an der AAU-Meisterschaftsrunde teil, wurde dabei sieben Mal als All-American ausgezeichnet und gewann fünf Mal den Titel. Die Nachrichtenagentur Associated Press wählte DeBernardi 1938 als Center in ihr Auswahlteam der besten bis dahin aktiven Spieler. Neben der Naismith Memorial Basketball Hall of Fame wurde DeBernardi auch in die sportliche Ruhmeshalle seiner Herkunftsregion Missouri aufgenommen.